# Karieng (Grong Grong)
Karieng is een bestuurslaag in het regentschap Pidie van de provincie Atjeh, Indonesië. Karieng telt 840 inwoners (volkstelling 2010).